# Phryxe noctuarum
Phryxe noctuarum är en tvåvingeart som beskrevs av Robineau-desvoidy 1863. Phryxe noctuarum ingår i släktet Phryxe och familjen parasitflugor.
Artens utbredningsområde är Frankrike. Inga underarter finns listade i Catalogue of Life.